# Ivin'ičaman
Ivin'ičaman  (in russo остров Ивиньичаман?) è un'isola della Russia nel mare di Ochotsk. Amministrativamente appartiene al Karaginskij rajon del Territorio della Kamčatka, nel Circondario federale dell'Estremo Oriente. L'isola si trova vicino alla costa occidentale della Kamčatka, nella baia della Penžina e chiude a nord la piccola baia Tanuiginan (бухта Тануигинан). L'isola ha un'altezza di circa 26 m. In direzione nord-nord-est, vicina alla costa, è situata l'isola Konus.